# Kościół św. Jana Chrzciciela w Magnuszewie
Kościół świętego Jana Chrzciciela w Magnuszewie – rzymskokatolicki kościół parafialny należący do dekanatu głowaczowskiego diecezji radomskiej.
Obecna świątynia została wzniesiona w latach 1786-1787 według projektu architekta Joachima Hempla. Architekt również kierował budową. Fundatorem kościoła była Konstancja z Czartoryskich Zamoyska. W 1821 roku budowla została konsekrowana przez Biskupa sandomierskiego Adama Prospera Burzyńskiego. Po uszkodzeniach z okresu I wojny światowej kościół został odnowiony dzięki staraniom księdza Tomasza Krauzera. W latach 1972–1975 świątynia została gruntownie odrestaurowana dzięki staraniom księdza Jana Rogusia.
Jest to budowla orientowana, wzniesiona w stylu późnobarokowym z cegły palonej. Nawa jest trójprzęsłowa. Do jej wyposażenia należą sprzęty w stylu barokowym i empire, rzeźby pochodzące z XVIII wieku, monstrancja w stylu rokokowym i pontyfikał w stylu barokowym. Epitafium Stanisława Byszewskiego zostało wykonane w 1808 roku w stylu klasycystycznym.

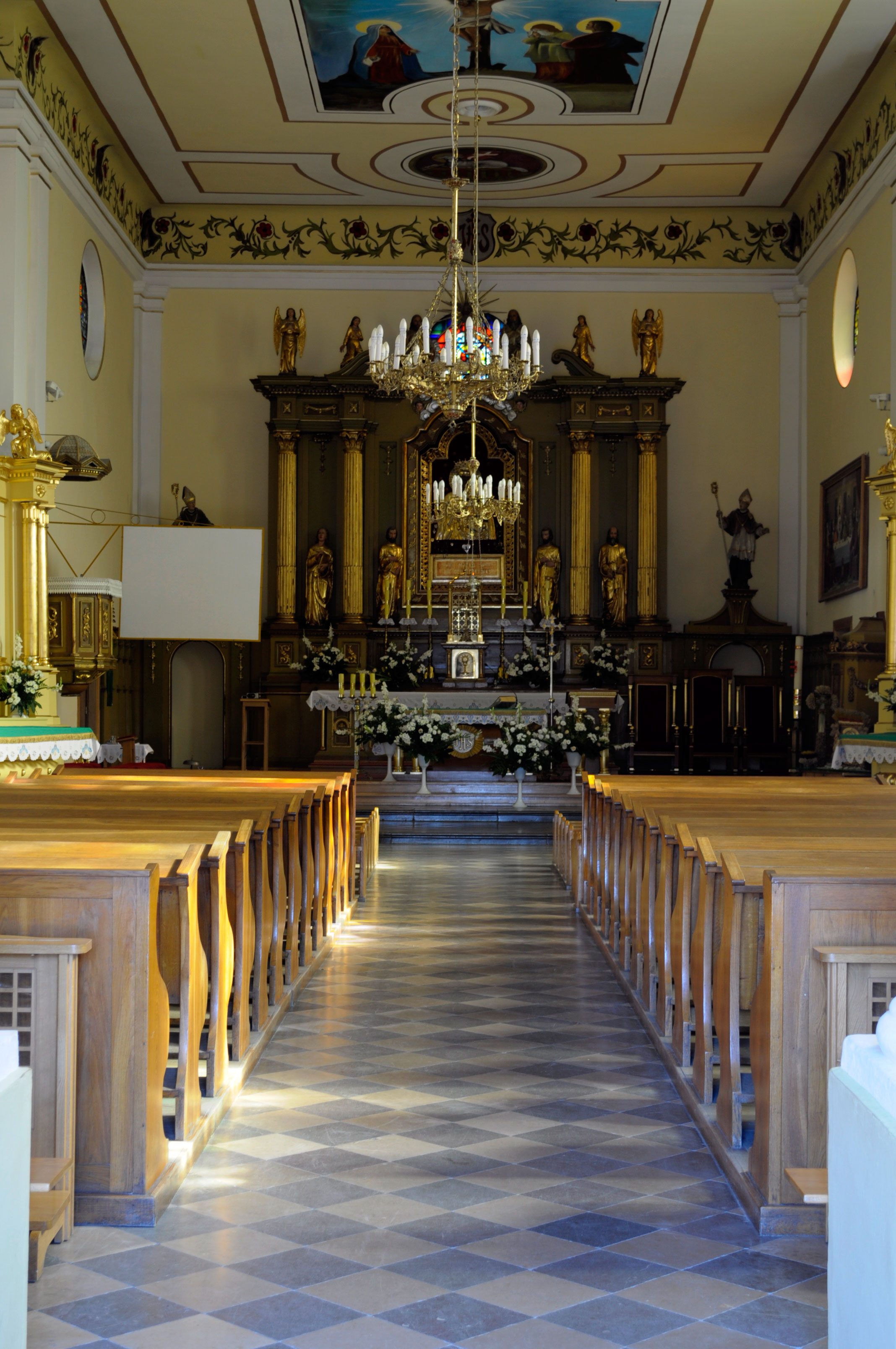
Wnętrze świątyni
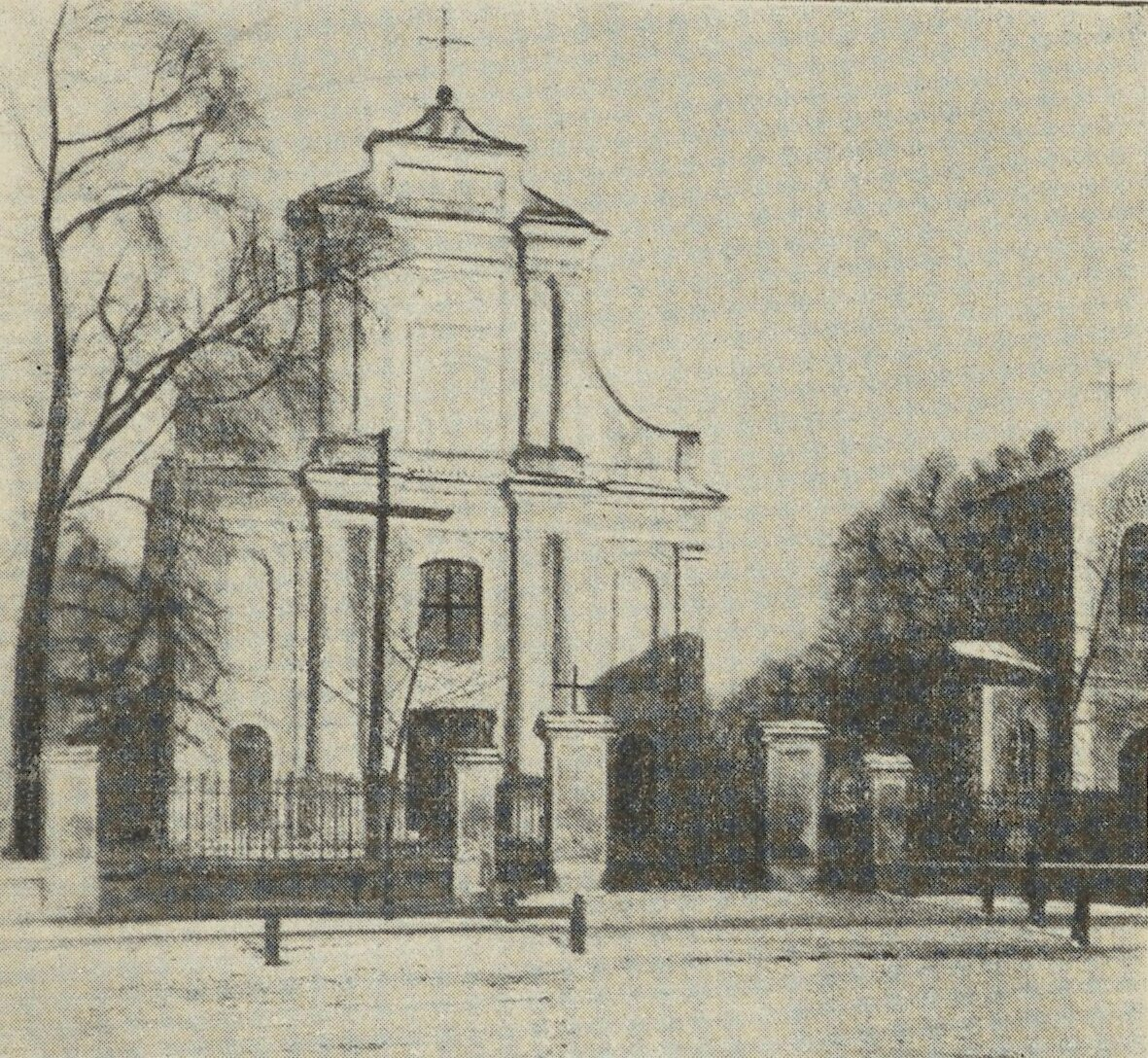
Kościół przed 1913